# San Juan (přítok Tichého oceánu)
San Juan (španělsky Río San Juan) je řeka na severozápadě Jižní Ameriky v Kolumbii. Je 380 km dlouhá.

## Průběh toku
Pramení v Západní Kordilleře. Protéká pobřežní nížinou, která je pokračováním propadliny řeky Atrato. Ústí do Tichého oceánu, přičemž vytváří deltu.

## Vodní stav
Řeka má rovnoměrný dostatek vody po celý rok.

## Využití
Vodní doprava je možná v délce 200 km. V oblasti rozvodí s řekou Atrato a v usazeninách samotné řeky San Juan se nacházejí naleziště platiny a zlata.